# Guldbergs Plads
Guldbergs Plads er en plads i Nørrebro i København, der ligger mellem Guldbergsgade, Arresøgade og Tibirkegade. Pladsen fik sit navn i 1915 efter Guldbergsgade, der ligger langs med den vestlige side af pladsen, og som er opkaldt efter forfatter og professor Frederik Høegh-Guldberg. Guldberg opførte en villa ved gaden i begyndelsen af 1800-tallet, mens han var lærer på det nærliggende Blågård Seminarium.
Pladsen blev renoveret i 2015 af landskabsarkitekterne 1:1 Landskab. Den førhen noget øde plads huser nu en aktivitetsplads, der lægger op til fysisk udfoldelse for både børn og voksne. Det mest bemærkelsesværdige træk ved pladsen er en klatreskov bestående af blå pæle på en lille bakke. De blå pæle blev valgt for at få stedet til at se smukt ud, også når det ikke blev brugt.